# Spoorlijn Bordeaux-Bénauge - La Sauvetat-du-Dropt
De spoorlijn Bordeaux-Bénauge - La Sauvetat-du-Dropt was een Franse spoorlijn van Bordeaux naar La Sauvetat-du-Dropt. De lijn was 91,0 km lang en heeft als lijnnummer 637 000.

## Geschiedenis
Het gedeelte tussen Bordeaux-Passerelle en La Sauve werd geopend door de Compagnie des chemins de fer des Charentes op 15 mei 1873. De Compagnie du chemin de fer de Paris à Orléans sloot de lijn een op de spoorlijn Paris-Austerlitz - Bordeaux-Saint-Jean bij station Bordeaux-Bénauge op 14 augustus 1892. Het oorspronkelijk gedeelte vanaf Bordeaux-Passerelle werd vanaf dat moment lijn 637 100. Op 15 oktober 1899 werd de lijn verlengt tot La Sauvetat-du-Dropt.
Personenvervoer werd opgeheven op 17 juni 1940. Goederenvervoer tussen Sauveterre-de-Guyenne en La Sauvetat-du-Dropt was er tot 1 november 1953, tussen Espiet en Sauveterre-de-Guyenne tot 3 november 1969, tussen Latresne - Espiet 29 mei 1988, tussen Floirac en Latresne tot 1991 en tussen Bordeaux-Benauge en Floirac tot 2000.

## Aansluitingen
In de volgende plaatsen is of was er een aansluiting op de volgende spoorlijnen:
Bordeaux-Bénauge
RFN 500 000, spoorlijn tussen Chartres en Bordeaux-Saint-Jean
RFN 501 300, raccordement tussen Bordeaux-Bénauge en Bordeaux-Bastide
RFN 570 000, spoorlijn tussen Paris-Austerlitz en Bordeaux-Saint-Jean
Bordeaux-Passerelle
RFN 637 100, aansluiting Bordeaux-Passerelle
RFN 637 506, kadesporen rechteroever Bordeaux
La Sauvetat-du-Dropt
RFN 618 000, spoorlijn tussen Magnac-Touvre en Marmande

## Galerij

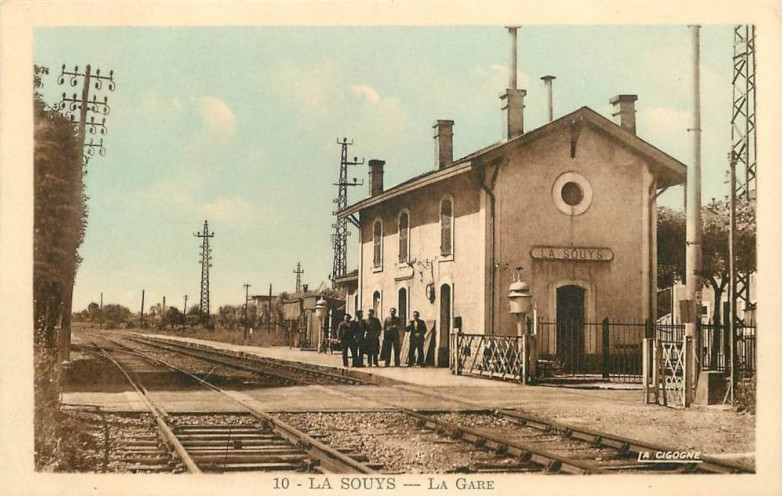
Station la Souys.
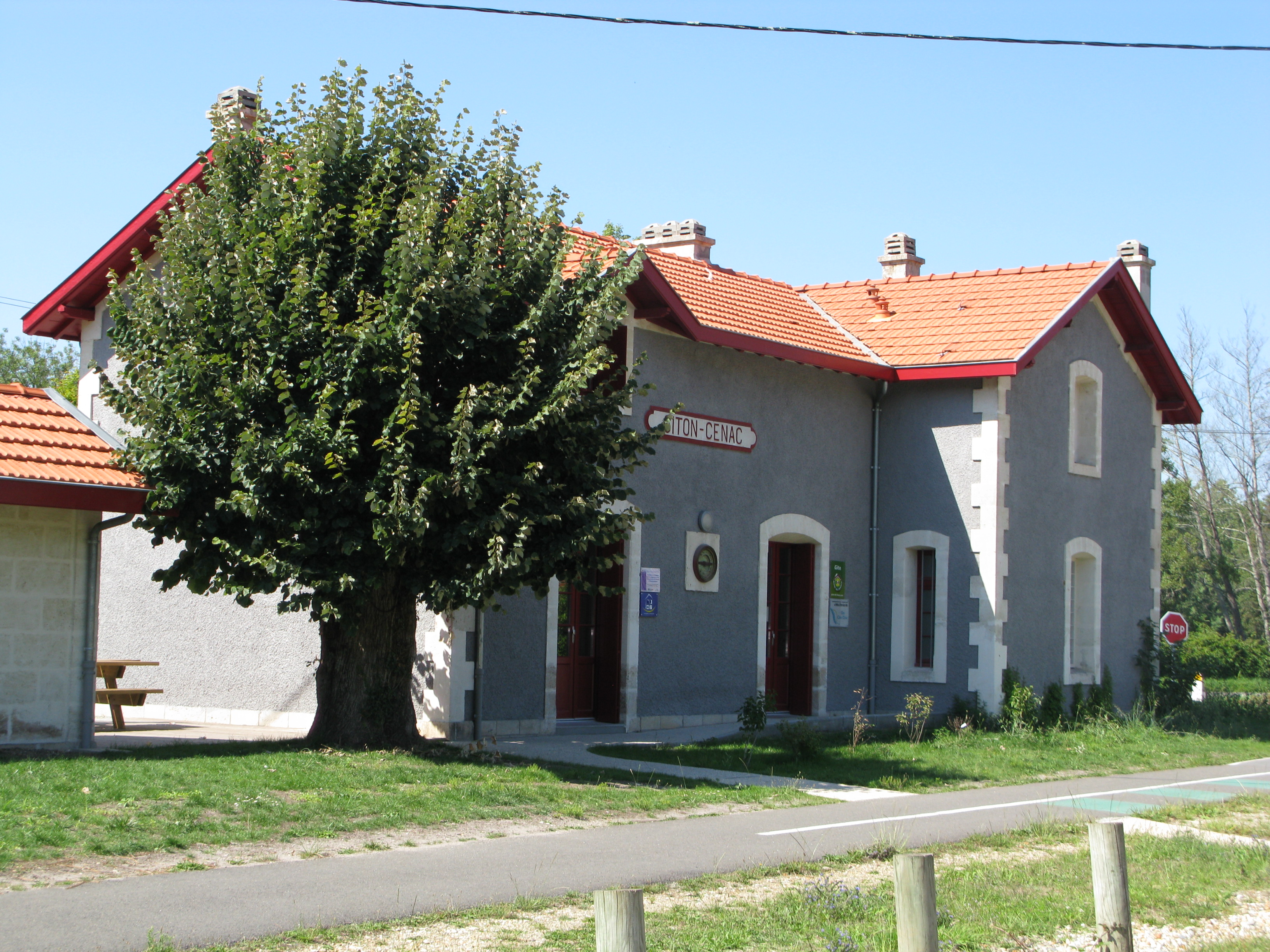
Station Citon-Cénac.
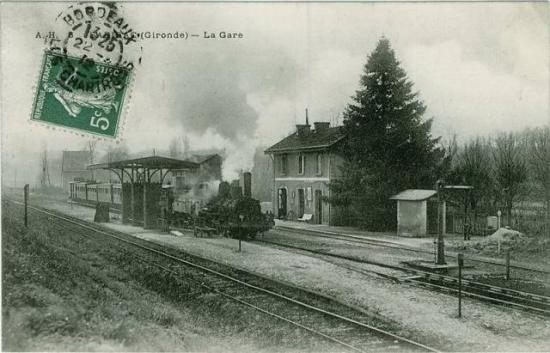
Station Sadirac.
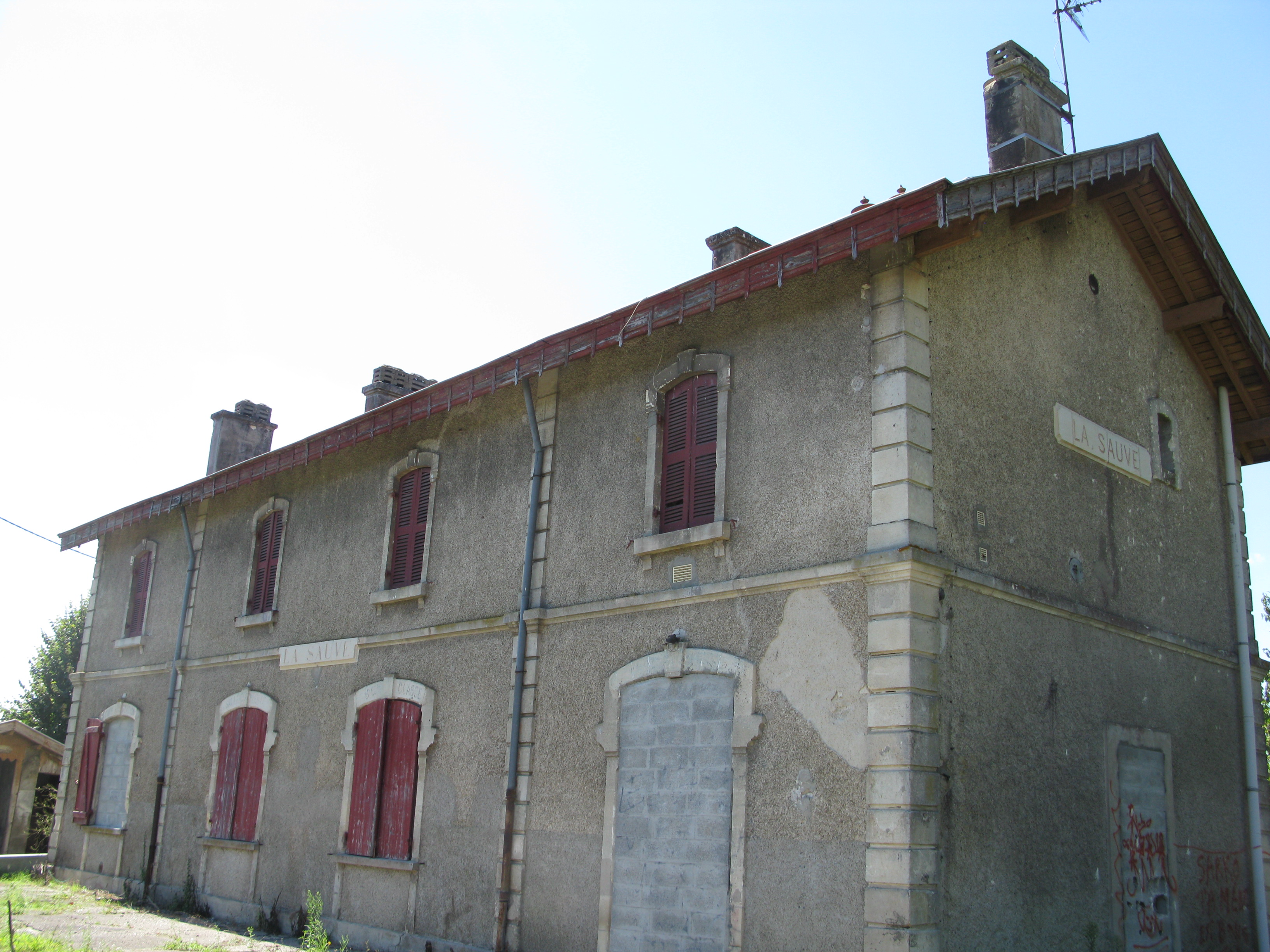
Station La Sauve.